# نيدره آيكر
نيدره آيكر (بالنرويجية: Nedre Eiker)‏ هي إِحدى بلدات مُحافَظة بوسكرود جنُوب غرب العاصِمة أُوسلُو، في مملكة النُروِيج. وتبلُغ مِساحتها حوالي (122 كم²)، ويبلُغ عدد سُكّانها نحوِ 24747 نَسَمَة. وتعنى كلِمة نيدره آيكر (السّندِيان الأدنى) المُستَمدّة من اللُّغة الإسكندنافية القدِيمة.

## المدن التوأم لنيدره آيكر
- السويد: مدينة إنكوبينغ.

## صور

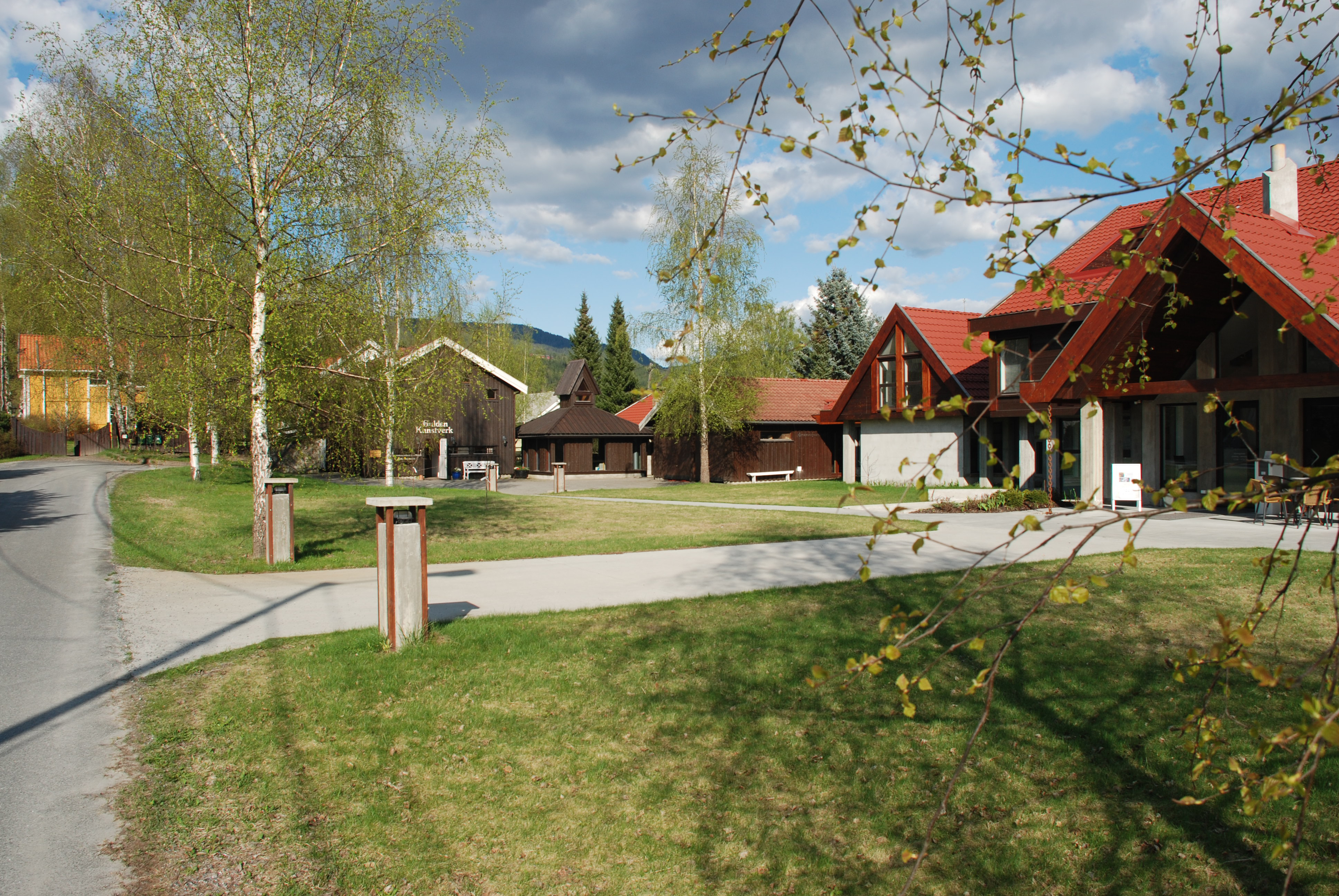
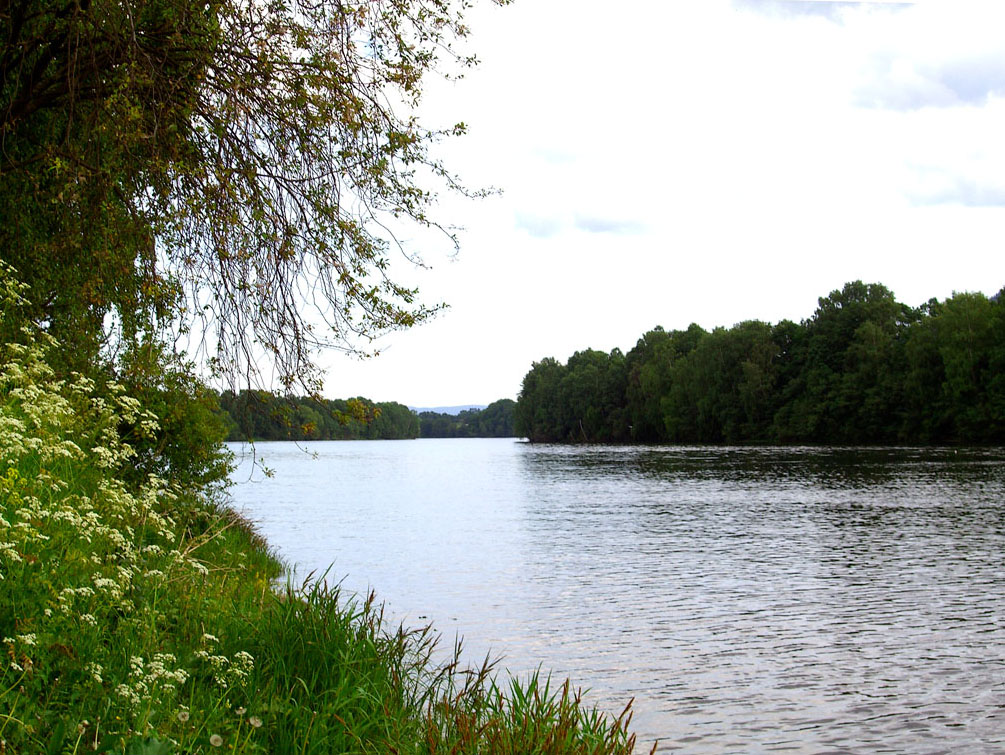
نَهر درامن
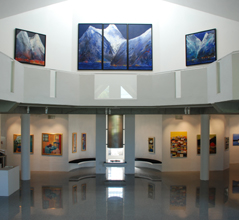
مَعرض غولدن كونستفيرك

## أعلام
- ألف إنغن
- تيمو أندريه باكن
- أولاف اولسن
- هربرت ويتر

## روابط خارجية
- الموقع الرسميّ (باللُغة النُروِيجية).
- المَوسُوعةُ النُروِيجية الكُبرى (باللُغة النُروِيجية).